# Lobivia ferox

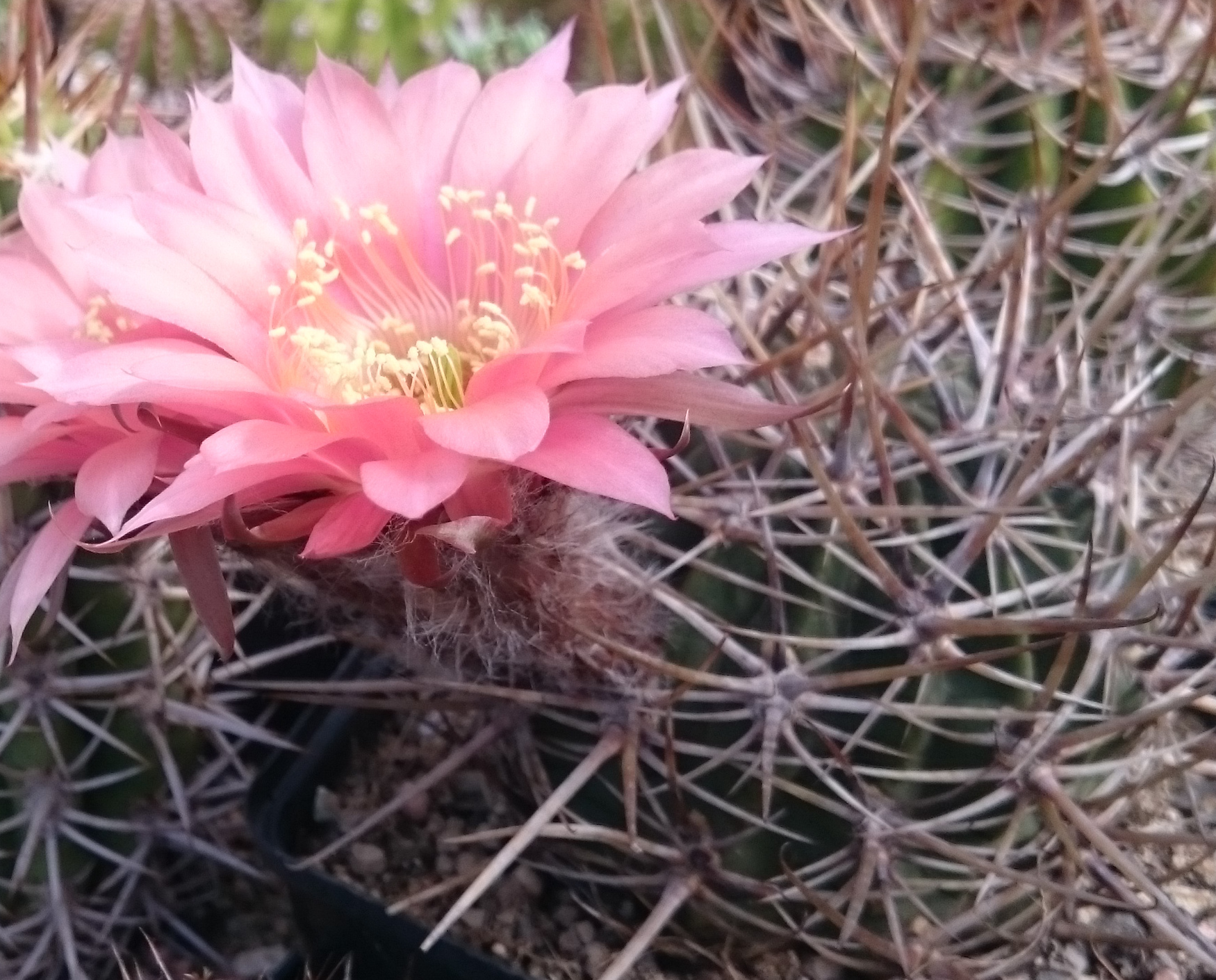
Lobivia ferox mit rosafarbener Blüte

Lobivia ferox ist eine Pflanzenart in der Gattung Lobivia aus der Familie der Kakteengewächse (Cactaceae). Das Artepitheton ferox stammt aus dem Lateinischen, bedeutet ‚wild‘ und verweist auf die Dornen der Art.

## Beschreibung
Lobivia ferox wächst einzeln, kugelförmig bis kurz zylindrisch und erreicht eine Wuchshöhe von 20 bis 30 (bis 50) cm und bis über 30 cm im Durchmesser. Die etwa 30 Rippen verlaufen spiralförmig und sind mit scharfkantigen Höckern besetzt. Die ovalen Areolen sind etwa 3 cm voneinander entfernt und weisen einen hellen Wollfilz auf. Die Dornen können den Körper fast vollständig verdecken, sind lang, steif, gebogen bis gerade, manchmal gehakt, hellbraun bis hornfarben, im Neutrieb dunkler und später vergrauend. Es gibt 2 bis 5, bis 18 cm lange, nach oben gebogene Mitteldornen und 8 bis 14 Randdornen die 3 bis 7 cm lang werden und strahlenförmig zu den Seiten abstehen.
Die trichterförmigen Blüten erreichen eine Länge von 9 bis 11 (bis 13) Zentimeter und weisen einen Durchmesser von 6 bis 8 (bis 10) Zentimeter auf. Sie erscheinen seitlich in der oberen Sprosshälfte. Die Farbe der Blütenblätter variiert zwischen Weiß, Rosa, Lila, Gelb und Orange, die Staubfäden sind gelblich und überragen die grünlichen Naben. Die Blütenröhre ist grünlich mit spitzen Schuppen, deren Achseln dunkler erscheinen und mit grauer Wolle besetzt sind. Die kugel- bis tonnenförmigen Früchte sind grünlich und aufreißend. Die schwarzbraunen Samen sind 1,5 mm lang und 0,7 mm dick.

## Verbreitung, Systematik und Gefährdung
Lobivia ferox ist in Bolivien in den Departamentos Oruro, Potosí, Chuquisaca und Tarija, in Argentinien in den Provinzen Jujuy und Salta sowie in Chile in der Provinz Iquique, in Höhen von 2000 bis 3500 m (in Chile bis 4000 m) verbreitet. Aus dem großen Verbreitungsgebiet ergibt sich ein entsprechender Formenreichtum.
Die Erstbeschreibung erfolgte 1922 durch Nathaniel Lord Britton und Joseph Nelson Rose. Nomenklatorische Synonyme sind Echinopsis ferox (Britton & Rose) Backeb. (1934), Pseudolobivia ferox (Britton & Rose) Backeb. (1942) und Furiolobivia ferox (Britton & Rose) Y.Itô (1957).
In der Roten Liste gefährdeter Arten der IUCN wird die Art als „Least Concern (LC)“, d. h. als nicht gefährdet geführt.

## Nachweise